# Xaya
Xaya es una localidad del municipio de Tekax, estado de Yucatán, en México. 

## Toponimia
El nombre (Xaya) proviene del idioma maya.

## Hechos históricos
- En 1932 pasa del municipio de Tixméhuac al de Tekax.

Su nombre se menciona en el capítulo "El Ordenamiento de la Tierra" en el Chilam Balam de Chumayel

## Demografía
Según el censo de 2005 realizado por el INEGI, la población de la localidad era de 1676 habitantes, de los cuales 854 eran hombres y 822 eran mujeres.
| 329                         | 366 | 510 | 567 | 515 | 544 | 567 | 710 | 1064 | 1314 | 1431 | 1676 |
| (Fuente: INEGI [Consultar]) |     |     |     |     |     |     |     |      |      |      |      |